# Ingolf Schanche
Ingolf Findregaard Schanche, född 13 juni 1877 i Bergen, död 15 april 1954 i Oslo, var en norsk skådespelare och teaterledare.
Ingolf Schanche var elev vid Den Nationale Scene 1897-1899. Från 1905 till 1928 verkade Schanche vid Nationaltheatret. Han var därefter ledare vid Det Nye Teater åren 1929-1932. Från 1931 till 1942 var han åter vid Nationaltheatret. Under 1920-talet gjorde Ingolf Schanche återkommande gästframträdanden på teatrar i Köpenhamn, Stockholm och Helsingfors.
Schanche medverkade i en handfull stumfilmer samt spelade Christian Michelsen i Mot nya tider 1939. 
Ingolf Schanche var från 1905 gift med skådespelaren Ragnhild Fredriksen (1882–1963).

## Filmografi
- 1913 – Under Kniven
- 1914 – I dødens brudeslør
- 1914 – Proletargeniet
- 1914 – Med 100 hestes kraft
- 1915 – Menneskeskæbner
- 1915 – Sufragetten
- 1939 – Mot nya tider